# Cuauxinca
Cuauxinca är en ort i Mexiko.   Den ligger i kommunen Huauchinango och delstaten Puebla, i den sydöstra delen av landet, 140 km nordost om huvudstaden Mexico City. Cuauxinca ligger 1 678 meter över havet och antalet invånare är 327.
Terrängen runt Cuauxinca är huvudsakligen kuperad, men norrut är den bergig. Runt Cuauxinca är det tätbefolkat, med 319 invånare per kvadratkilometer. Närmaste större samhälle är Huauchinango, 4,1 km sydost om Cuauxinca. I omgivningarna runt Cuauxinca växer i huvudsak blandskog.